# MammuZ
MammuZ (titolo originale: Заврики, Zaviki), è un gioco di carte ideato da Nikolay Pegasov nel 2013 e distribuito in Italia da dV Giochi. Ogni giocatore al proprio turno gioca cala da una a quattro carte coperte dichiarando quale specie sta scartando. Il giocatore successivo può credere alla dichiarazione precedente oppure dubitare: chi viene colto in fallo prende in mano tutte le carte calate. Vince chi per primo si libera di tutte le carte.

## Descrizione
La preparazione cambia a seconda del numero di giocatori:
| Giocatori | Animali da togliere | Dinosauri in gioco | Carte in gioco | Carte in mano |
| --------- | ------------------- | ------------------ | -------------- | ------------- |
| 3         | Topi e marmotte     | 3                  | 30             | 10            |
| 4         | Topi                | 5                  | 40             | 10            |
| 5         | Topi                | 5                  | 40             | 8             |
| 6         | ---                 | 4                  | 48             | 8             |
| 7         | ---                 | 5                  | 49             | 7             |

Sul tavolo vengono poste, a seconda del numero di giocatori, da 6 a 8 carte Specie, raffiguranti sia la quantità che il tipo di animali in gioco. Tutti sanno dunque che possono esserci ad esempio al massimo 2 mammut, 5 tigri dai denti a sciabola o 7 scoiattoli. Oltre alle specie normali, sono presenti anche poche carte Dinosauro, ognuna con un potere speciale quando rivelata durante una confutazione. Una volta distribuite le carte, il primo giocatore pone coperte davanti a sé da una a quattro carte, dichiarando che esse appartengono ad una sola specie non ancora estinta. Il giocatore successivo ha due opzioni: scartare altre carte dichiarando che sono della stessa specie di partenza, oppure dubitare. Nel primo caso termina il suo turno, altrimenti controlla una sola tra le carte del giocatore precedente: se la carta è effettivamente della specie dichiarata, chi ha dubitato raccoglie in mano tutte le carte coperte sul tavolo; se la carta non è della specie dichiarata, le carte vengono raccolte dal giocatore che ha fatto l'ultima dichiarazione.
In qualunque momento della partita è possibile estinguere una specie mostrando agli altri tutte le carte esistenti di quella specie: la carta Specie sul tavolo viene girata ad indicare che tale specie è estinta per il resto della partita e non può più essere dichiarata. Le carte Dinosauro non possono essere estinte né eliminate dalla partita.
Quando un giocatore scarta l'ultima carta dalla mano, quello seguente è obbligato a dubitare: se la carta è della specie dichiarata, il primo vince la partita; se è di un'altra specie, il primo raccoglie tutte le carte coperte e si continua normalmente; se la carta è un dinosauro, ne viene risolto l'effetto. Se al termine dell'effetto il giocatore è ancora senza carte vince. Un giocatore vince immediatamente anche quando rimane senza carte dopo aver scartato tutte le carte di una specie per estinguerla.